# Robert Cohen-Solal
Pour les articles homonymes, voir Cohen-Solal.
Robert Cohen-Solal, né le 22 avril 1943 à Alger (Algérie) et mort le 14 décembre 2024 à Talant (Côte-d'Or),, est un musicien français, compositeur de musique instrumentale, électroacoustique, pour la télévision, le cinéma et le théâtre. Il est notamment connu pour avoir composé la musique de la série animée Les Shadoks et pour sa collaboration dans le théâtre contemporain.

## Biographie

### Enfance
Robert Cohen-Solal est né à Alger. À 4 ans, il découvre la musique classique et à 8 ans, le violon. En 1956, sa famille décide de s'installer en France, à Nîmes où il continue les études de musique au conservatoire et à 18 ans il obtient un 1er prix de violon.

### Études
Il s'installe à Paris sur les conseils de ses professeurs et se présente à l'examen d'entrée au conservatoire national supérieur de musique (CNSM). D'autre part, il intègre l'université de la Sorbonne en 1962 où il prépare un diplôme de philosophie. Mais il abandonne rapidement la musique classique et la Sorbonne, pour se consacrer uniquement à la musique expérimentale (qu'il découvre au cours d'un concert à la maison de la radio en 1964).

### Carrière
Il rejoint alors le Groupe de recherches musicales (GRM) en tant stagiaire en 1965. Il en devient ensuite collaborateur au secteur « musique d'application » et y restera, jusqu'en 1973, composant alors de nombreuses musiques de films de recherche (documentaires, émissions télé et courts-métrages comme ceux de Piotr Kamler, Peter Foldes, Pierre Demeure, François Jeze, le dessinateur Fred…).
Durant cette période, il côtoie les chercheurs, compositeurs, membres du GRM, ainsi que les réalisateurs œuvrant au Service de la Recherche. Il est l'assistant de Bernard Parmegiani et rencontre les compositeurs de passage au GRM (Pierre Henry, Luc Ferrari, Bruno Maderna et Iannis Xenakis, dont il est l'assistant pour le montage de l'enregistrement de Polytope 4…). Il est l'auteur notamment de la musique de la série des Shadoks, musique appartenant tantôt au domaine expérimental tantôt à un domaine plus conventionnel. Son frère Jean Cohen-Solal, également musicien fait les voix des Shadoks lorsque ces derniers s'expriment et joue de la flûte traversière.
À partir de 1973, Robert Cohen-Solal se retire dans une ferme isolée en Bourgogne et continue de composer pour l'audio-visuel, la danse contemporaine et le théâtre. Entre 1971 et 1993, il composera également la musique d'une dizaine de films, notamment Duelle et Noroît de Jacques Rivette en 1976.
En 1978, il retrouve le compositeur argentin Adolfo Resin qu'il a rencontré au cours du stage de 1965 au GRM. Ensemble ils rassemblent des amis musiciens et forment le groupe « Musique de la Rue » (composé de Jorge Migoya, Jean Cohen-Solal, Bruno Rousselet (de) et Christian Lété (de)) et pratiquent l'improvisation de la musique contemporaine en création collective, selon une méthode qu'Adolfo Reisin a développée dans son pays, et qu'il a adaptée pour les non-musiciens. Adolfo Reisin propose à la Protection maternelle et infantile (PMI) des stages destinés aux personnels des crèches pour animer des ateliers d'expression musicale avec des enfants. La Ville de Paris subventionne ces stages et animations auxquelles Robert Cohen-Solal s'implique dès 1986 et jusqu'à l'arrêt des subventions en 1996.
En 1999, il signe la bande originale de la 4e et dernière saison des Shadoks, Les Shadoks et le Big Blank. Il se consacre ensuite à des projets de reprises et donne entre 2011 et 2013 une série de concerts, dans lesquels il explore les univers de Nino Ferrer, Georges Brassens, Boby Lapointe, Brel, Gershwin ou encore des Beatles. À partir de 2016, il travaille sur la numérisation et la remasterisation de la musique des Shadoks, publiée en 2018 par le label WRWTFWW Records. En 2019, il donne un concert à Faverges dans le cadre du festival Le Bruit de la neige, lors duquel est jouée Les Esprits Gazouillent, une pièce inédite.

### Dans le monde du théâtre
De 1979 à 2003, il fait partie de la troupe de théâtre Graffiti dirigée par Philippe Goyard. Son implication dans les créations théâtrales le conduira à collaborer avec Dominique Pitoiset, Jean-Paul Wenzel, Jean-Louis Hourdin et plus récemment avec François Chattot.
En 2011, il crée au Théâtre Dijon Bourgogne le spectacle Lointain Intérieur, mis en scène par François Chattot, autour des textes d'Henri Michaux et en compagnie de son frère Jean Cohen-Solal.

### Mort
Il meurt à l'âge de 81 ans le 14 décembre 2024 à Talant (Côte-d'Or). Il est incinéré le 20 décembre au crématorium de Dijon.

## Filmographie

### Pour le cinéma

#### Réalisé dans le cadre du GRM
| Année   | Oeuvre |
| ------- | --- |
| 1966-67 | - Vol En Montagne, documentaire - Vallée de la Colombie, documentaire, Office du Film Canadien - Pour Une Vie, Pour une Ville, film sur Le Corbusier - Jeu Des Enigmes, film d'animation |
| 1968    | - Le Trou, film d'animation de Piotr Kamler (dragon d'argent au festival de Cracovie en 1968) - Le Perroquet, animation de peinture sur verre de François Jèze                           |
| 1969    | - L'Empereur et La Courtisane, animation de peinture sur verre de Pierre Demeure - Je, tu, elles… de Peter Földes - Visage de Femmes, dessin animé pour le cinéma de Peter Földes        |
| 1970    | - Délicieuse Catastrophe, film d'animation de Piotr Kamler (Prix Emile Kohl 1971, Prix du Festival de New York 1972, Prix du Festival de Grenoble)                                       |
| 1971    | - Voyage en Bicyclette, court-métrage de Frits Tummers |

#### Réalisé dans différents studios
| Année     | Oeuvre                                                                                     |
| --------- | ------------------------------------------------------------------------------------------ |
| 1971      | - Deux Soldats de François Poulle - La Famille de Serge Ganzl                              |
| 1975      | - Bon Appétit Lily de Fred (film d'animation)                                              |
| 1976      | - Duelle, de Jacques Rivette - Noroît, de Jacques Rivette                                  |
| 1986/1987 | - La Passion de Birgitt de Guy Marignane - Une Touche de Bleu de Claude Gaignaire          |
| 1991/1992 | - L'Hérault de Guy Marignane (documentaire) - Le Martineur de Gérard Faure (moyen métrage) |
| 1993      | - Woyzeck, de Guy Marignane                                                                |

### Pour la télévision

#### Réalisées dans le cadre du GRM
- 1966-67
  - La Syrie, documentaire
  - Les Zlops, film d'animation de René Borg
  - A Vous De Jouer, générique d'une émission
  - La Forte Terre
- 1968
  - Perception Visuelle, émission
  - Lissajeux, interlude
  - Les Shadoks (1ère série)
- 1970
  - Les Shadoks (2ème série)

#### Réalisées dans différents studios
- 1971
  - Travesti (documentaire)
- 1974
  - Les Shadoks (3ème série)
  - Génériques télévision, FR3 Bourgogne
- 1981/1982
  - Bleu Comme une Orange, FR3 Bourgogne
  - Le Fou de Buffon de Claude Vajda (téléfilm)
- 1984
  - Enracinement de Frédéric Chapuis (émissions, FR3 Bourgogne)
- 1991/1992
  - Musiques pour dix courts métrages sur les musées de Bourgogne (FR3, musique)
- 1999
  - Les Shadoks (4ème série)

### Films éducatifs
Réalisés entre 1976 et 1985
- Le Temps d'Aspirer
- Histoire de Papillons
- Le Sang
- Marfel
- Conte à Rebours
- Morphocipris (Prix du festival d'Annecy 1983)
- Play Back
- Shadoks Villette

## Musique pour le Théâtre
- 1967 : Sydney va connaître des Jours de Trouble, mise en scène par Pierre Chabert
- 1968 : Cimetière de Voiture, mise en scène par José Garcia
- 1969 : Le Savant Wu, mise en scène par Pierre Debauche
- 1976 : Tortue Nommée Dostoïevski, mise en scène par Jean-Jacques Cluseaux
- 1980 : Loin d'Agondange, mise en scène par Philippe Goyard
- 1981 : Amour, Tango, mise en scène par Philippe Goyard
- 1982 : Le Litre étoilé, mise en scène par Gilles Morel
- 1982 : Docteur Frankenstein, mise en scène par Lionnel Astier
- 1983 : Mer d'Adieu, mise en scène par Philippe Goyard
- 1984 : Le Rôdeur, mise en scène par Philippe Goyard
- 1986 : La Prairie Parfumée où s’ébattent les plaisirs, mise en scène par Claude Vercey
- 1986 : Panique à Villechauve, mise en scène par Jean-Paul Wenzel
- 1986 : Comédienne d'un Certain Âge pour jouer la femme de Dostoïevski, mise en scène par Dominique Pitoiset
- 1987 : Raspoutine, mise en scène par Gilles Morel
- 1987 : Dracula, mise en scène par Jacques Baillard
- 1988 : La Ronde de Schniltzer, mise en scène par Jean-Louis Hourdin
- 1988 : Le Village en Flammes, mise en scène par Jean-Paul Wenzel
- 1989 : Hurle France, mise en scène par Jean-Louis Hourdin
- 1990 : Rimbaud Mer d'Adieu, mise en scène par Philippe Goyard
- 1995 : Eloge de la Gélodacrye, mise en scène par Fabrice Macaux
- 1996 : Térésin, mise en scène par Jacques Livchine
- 1996 : Un Manteau Bleu, mise en scène par Nicole Juy
- 1998 : Combat de Nègre et de Chien, mise en scène par Philippe Goyard
- 1998 : Les Sortilèges, mise en scène par Fabrice Macaux
- 2002 : HIVER, mise en scène par Philippe Goyard
- 2011 : Lointain Intérieur, mise en scène par François Chattot